# 保罗·帕若
保罗·帕若（法語：Paul Pageau，1959年10月1日—），加拿大男子冰球运动员，场上位置是守门员。他曾代表加拿大国家队参加1980年冬季奥林匹克运动会冰球比赛，获得第6名。